# Peter Smit (schrijver)
Peter Smit (Uitgeest, 13 april 1952) is een Nederlandse schrijver en publicist.

## Levensloop
Smit was van 1982 tot 1984, met onder anderen Beatrijs Ritsema en Erik van Muiswinkel, redacteur van het studentenweekblad Propria Cures.
Vanaf 1995 specialiseerde Peter Smit zich in het schrijven van jeugdboeken. Daarnaast publiceerde hij talrijke (prenten)boeken voor beginnende lezers en kinderen met leesproblemen.
Van 1997 tot 2001 was Peter Smit bestuurslid van de Stichting LIRA, van 1998 tot 2004 zat hij in het bestuur van de Vereniging van Letterkundigen, van 2004 tot 2010 was hij bestuurslid van de Stichting P.C. Hooft-prijs.
Peter Smit maakte naam als redacteur en tekstschrijver bij de VARA-televisieprogramma’s Per Seconde Wijzer en Twee voor twaalf van 1989 tot 2002.
In 2002 was hij mede-organisator van het eerste Bal der Geweigerden, de tegenhanger van het jaarlijkse Boekenbal. Tussen 2002 en 2010 vond deze manifestatie tien keer plaats.
Het grote boek van de kleine feiten (2005) trok veel aandacht toen Marcel van Dam zich stoorde aan een passage over de Exota-affaire en een advocaat inschakelde.
Landelijk haalde Peter Smit verder het nieuws met het gedicht ‘Eerste stapjes’, dat in het speciale NOS Journaal rond de geboorte van prinses Catharina-Amalia op 7 december 2003 werd uitgezonden.

## Trivia
- Peter Smit is lid van de Schrijvers van de Ronde Tafel, een groep schrijvers van historische jeugdboeken.
- Naar aanleiding van de historische persoon van Jan Jansz. Weltevree schreef Smit vier (fictieve) historische jeugdboeken. In Jan Janse Weltevree speelt de droogmaking van de Beemster onder leiding van Jan Adriaanszoon Leeghwater een grote rol.
- Peter Smit maakt deel uit van het trio Arzbach, Brunt & Smit, een afsplitsing van De Dijk waar Nico Arzbach gitaar speelt en Roland Brunt saxofoon.

### Boeken voor volwassenen
- Onbegonnen werk (1983)
- Achter de dromer (1986)
- De Avondjes (1990)
- Nooit meer gapen (1992)
- Ulysses (2012)

### Jeugdboeken
- De nachtboerderij (1989)
- De kattenmantel (1991)
- Jan Janse Weltevree (1996)
- Tips en Trucs van de Bende van de Zwarte Hand (2002)
- Het 1000 vragen quizboek (2003)
- Water bevriest bij nul graden (2004)
- Grote Boek van de kleine feiten (2005)
- Gouden Boek van Sinterklaas (2005)
- Nationaal spreekbeurtenboek (2007)
- Op avontuur met Kapitein Kwadraat (2010)
- Kapitein Kwadraat en de pechpiraat (2012)
- Wouter bij de Wegenwacht (2012)
- Een Dagje Uit (2012)
- Feest in de Trein (2014)

### CD
- Zeilen op een Vreemde Zee (teksten; muziek: Nico Arzbach) (2013)